# Aedes menoni
Aedes menoni är en tvåvingeart som beskrevs av Mattingly 1958. Aedes menoni ingår i släktet Aedes och familjen stickmyggor. Inga underarter finns listade i Catalogue of Life.